# Општина Мироњаса (Јаши)
Мироњаса (рум. Mironeasa) општина је у Румунији у округу Јаши.
Oпштина се налази на надморској висини од 262 m.